# Suuri-Nauha
Suuri-Nauha är en ö i Finland. Den ligger i sjön Pielisjärvi och i kommunen Juga i den ekonomiska regionen  Joensuu ekonomiska region  och landskapet Norra Karelen, i den centrala delen av landet, 400 km nordost om huvudstaden Helsingfors. Öns area är 3,4 hektar och dess största längd är 240 meter i nord-sydlig riktning.